# マリー＝イザベル・ディアズ
マリー・イザベル・ディアス（Marie-Isabelle Diaz、1898年2月22日 - 2011年10月29日）は、フランスのスーパーセンテナリアン。アルジェリア・シディ・ベル・アッベス出身。2010年11月4日のウジェニー・ブランシャールの死から113歳249日の死亡時までのほぼ1年間、フランス最高齢の人物であった。

## 生誕
1898年、フランス領アルジェリア西部のシディ・ベル・アッベス・オランに生まれる。当時はフェリックス・フォール大統領の下で、ドレフュス事件の真っ只中だった。結婚し、3人の子供がいた。1962年にアルジェリアを去り、息子の1人とスペインに移住した。それから彼女はルーアンに数年住んでいた。1983年に死没地となるレユニオンに移住した。

### フランス最高齢の人物
ウジェニー・ブランシャールが死去した際、 INSERMはマチルド・オーサントをフランス最高齢の人物として認定した。マチルドはマリー・イザベルの5日後に生まれていた。その後、マチルド・オーサントが2011年7月22日に死去した際、INSERMは、彼女より1か月後に生まれたマルセル・ナルボンを次代の最高齢者として認定した。この認定の2日後、メディアはマリー・イザベルの年齢を明らかにし、すぐに彼女の年齢は認定された。
家族はディアスの110歳という年齢を誇りに思っており、スポットライトを歓迎した。しかし、それは健康にいくつかの兆候を与えた。
113歳の時点でも毎日自宅の2階に上がるが、基本的に杖は使わず、これといった治療も受けていなかった。血圧も若者とほぼ変わらないとされた。本を読んだり、テレビを見たり、知らないことがあれば家族などに尋ねることがよくあったとされる。テレビに出演することに関してはあまりよく思っておらず、自分の思い出について話すことも写真を撮ることもあまり好きではなかったという。
2011年10月29日に死去。113歳249日没。